# Rudolf Lemke (Opernsänger)
Friedrich Wilhelm Rudolf Lemke (* 7. Februar 1906 in Dresden; † 31. Januar 1945) war ein deutscher Opernsänger (Tenor).

## Leben
Er war der Sohn des Reserve-Lokführers Otto Albert Lemke und dessen Ehefrau Anna Helene geborene Donner und kam in der Nostitzstraße 4 in Dresden zur Welt. In Dresden besuchte er das Kreuz-Gymnasium und sang als Sopranist im Dresdner Kreuzchor. Danach ging er zur Musikausbildung an eine Orchesterschule. Dort wurde sein Talent von einem Kammersänger entdeckt, woraufhin sich Lemke dem Gesangsstudium widmete. Im Alter von 21 Jahren übernahm er erste Hauptrollen in der Petrenzoper im Alberttheater in Dresden. Schon bald folgten Engagements außerhalb der sächsischen Landeshauptstadt in Halberstadt, Stettin (1933), Leipzig, Halle (Saale) und Kassel. Am Preußischen Staatstheater in Berlin sang Lemke bei Gastspielen alle klassischen Operetten- und erste Opernpartien. In der Spielzeit 1937/38 erhielt er eine Anstellung am Theater des Volkes in seiner Heimatstadt Dresden. 1940 wohnte er in Dresden-Loschwitz. Seit Januar 1945 galt er vermisst und wurde 1952 für tot erklärt.